# 11β-Hydroxysteroid-Dehydrogenase 1
Die 11β-Hydroxysteroid-Dehydrogenase 1 (kurz: 11β-HSD1) ist die Isoform 1 der 11β-HSD und gehört zu den Eukaryoten-Enzymen. Das Enzym katalysiert die Umwandlung von Cortison zu Cortisol und spielt eine Rolle bei der Regulation der Cortison-Aktivität. Es handelt sich um ein Membranprotein des endoplasmatischen Retikulums. Mutationen im HSD11B1-Gen sind verantwortlich für eine seltene genetische Form des Hyperandrogenismus.

## Vorkommen
11β-HSD1 wird beim Menschen stark in der Leber, dem Fettgewebe und dem zentralen Nervensystem exprimiert. Außerdem wird es in der Haut des Menschen gebildet.

## Inhibitoren
Eine Studie von 2014 fand, dass auch das Epigallocatechingallat des grünen Tees die enzymatische Aktivität der 11β-HSD1 hemmt. Teile der gesundheitsfördernden Eigenschaften des grünen Tees könnten sich so erklären lassen.

## Katalysierte Reaktionen der 11β-HSD-Isoformen
Die Konvertierung von Cortisol in Cortison wird von der NAD+-abhängigen 11β-HSD2 katalysiert. Die Umwandlung von Cortison zu Cortisol katalysiert hingegen die NADPH-abhängige 11β-HSD1:
 + NAD+ {\displaystyle \leftrightharpoons }  + NADPH/H+